# Киров (Зугдидский муниципалитет)
Киров (груз. კიროვი) — село в Грузии. Находится в Зугдидском муниципалитете края Самегрело-Верхняя Сванетия. Расположено на Одишской низменности, по левому берегу реки Ингури, на выстое 10 м над уровнем моря.
Расстояние до Зугдиди — 25 км. Основной источник дохода для местного населения — сельское хозяйство (орехи).
По результатам переписи 2014 года в селе жило 859 человек, из них большинство грузины (мегрелы).